# Károly Levitzky
Károly Sándor Levitzky (født 1. maj 1885 i Dorgos, død 23. august 1978 i Budapest) var en ungarsk roer, som deltog i to olympiske lege inden første verdenskrig.

## Idrætskarriere
Levitzky indledte sin rokarriere i 1903 i klubben Nemzeti Hajós Egylet (NHE). Han blev ungarsk mester fem gange i singlesculler, lige som han vandt flere løb i andre lande. Ved OL 1908 i London vandt han sit indledende heat i singlesculler, men tabte derpå semifinalen til britiske Alexander McCulloch, der i finalen tabte til sin landsmand Harry Blackstaffe. Ved legene blev der tilsyneladende kun uddelt guldmedaljer, men i OL-statistisk sammenhæng regnes taberne af semifinalerne som bronzemedaljevindere. Levitzky deltog også i en ungarsk otter ved legene; denne båd tabte sit indledende heat.
Ved OL 1912 i Stockholm stillede Levitzky også op i singlesculler, hvor han tabte i kvartfinalen. Han fortsatte med at deltage i konkurrencer frem til 1926, hvor han vandt sin 50. sejr.
Ud over roning dyrkede Levitzky også hurtigløb på skøjter og blev i 1907 den første ungarske studentermester på 1000 m i denne sportsgren.

## Øvrige karriere
I 1909 fik han eksamen i medicin, og fra 1916 arbejdede han som læge for Ungarns Kongelige Statspoliti i Budapest. Senere, i 1942, blev han politidirektør ved det nationale sociale forsikringsinstitut.
Efter at have indstillet sin aktive rokarriere blev han 1927-1929 direktør for sin gamle klub, NHE, lige som han i en periode var bestyrelsesmedlem samt arbejdede som træner.